# Chambeyronia macrocarpa
Chambeyronia macrocarpa con el nombre común en inglés de  red leaf palm es una palmera originaria de Nueva Caledonia.

## Descripción
Es una especie muy singular y fácilmente identificable por sus brillantes hojas jóvenes de color rojo. El tronco de 15 a 25 cm de diámetro puede crecer hasta 20 metros de altura. Los frutos son de 4 cm y se enrojecen cuando están maduros.

## Distribución y hábitat
Se encuentra en el bosque húmedo o bosque de galería en Nueva Caledonia, mientras que Chambeyronia lepidota se encuentra en suelo pizarroso y sólo en la parte norte-oriental de la isla. (J. Dransfield et al. 2008)

## Taxonomía
Chambeyronia macrocarpa fue descrita por (Brongn.) Vieill. ex Becc. y publicado en Palme Nuova Caledonia: 13 (1920).
Etimología
El nombre del género es llamado así por Charles-Marie-Léon Chambeyron (1827-1891), oficial naval francés e hidrógrafo, que cartografió gran parte de la costa de Nueva Caledonia y  asistió a Eugène Vieillard en la exploración de la isla. (J. Dransfield et al. 2008)
macrocarpa: epíteto latíno que significa "con fruto grande".
Sinonimia
- Kentiopsis macrocarpa Brongn., Compt. Rend. Hebd. Séances Acad. Sci. 77: 398 (1873).
- Cyphokentia macrocarpa (Brongn.) auct., Gard. Chron. 1878(1): 440 (1878).
- Kentia macrocarpa Vieill. ex Brongn., Compt. Rend. Hebd. Séances Acad. Sci. 77: 398 (1873).
- Kentia rubricaulis Linden ex Salomon, Gard. Chron., n.s., 5: 603 (1876).
- Kentia lindenii Linden ex André, Ill. Hort. 24: t. 276 (1877).
- Kentia lucianii Linden ex Rodigas, Gard. Chron., n.s., 9: 440 (1878).
- Kentiopsis lucianii (Linden ex Rodigas) Rodigas, Ill. Hort. 29: t. 451 (1882).
- Chambeyronia hookeri Becc., Webbia 5: 81, 85 (1921).[3]

## Galería

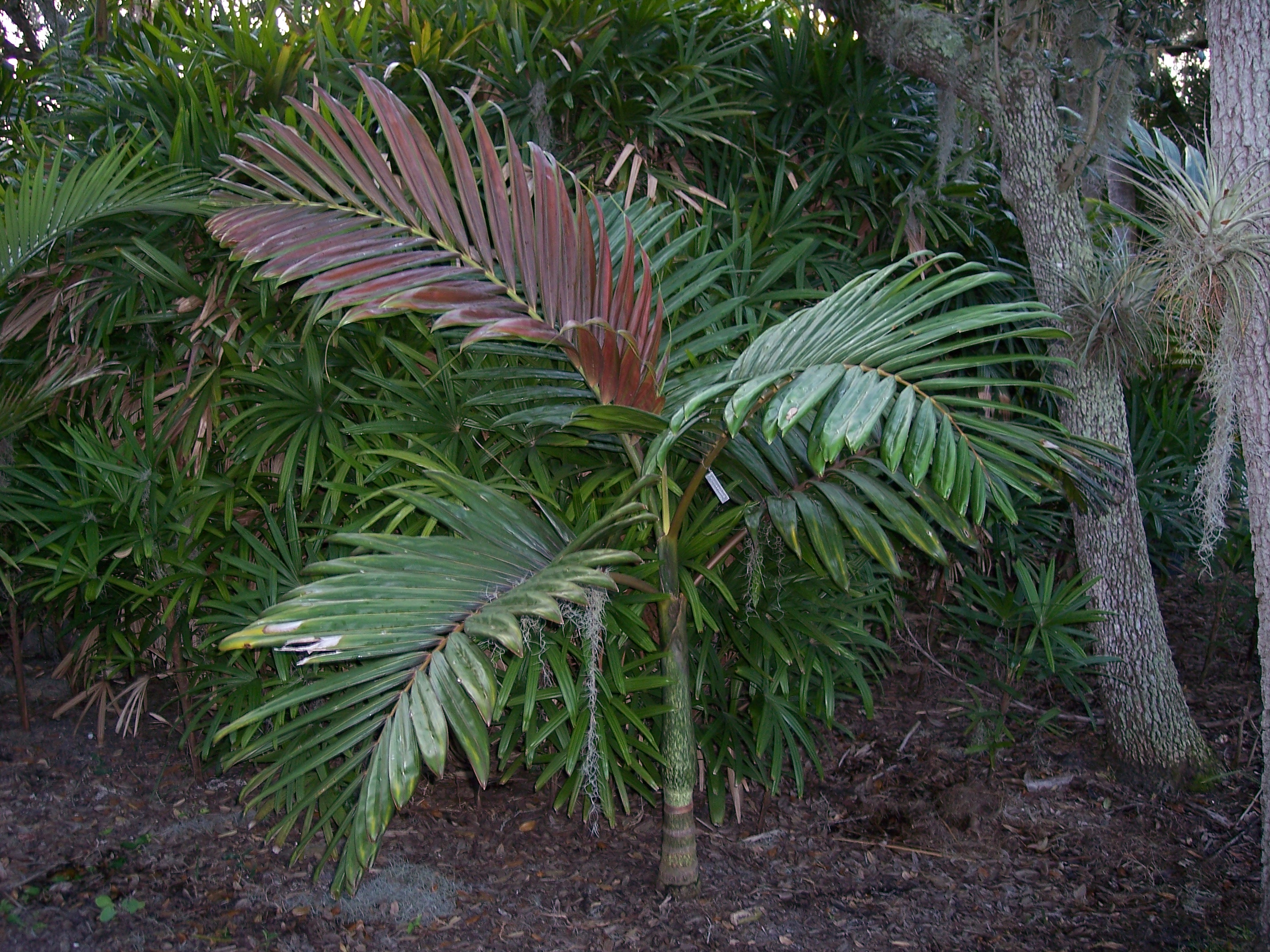
Planta joven en Florida
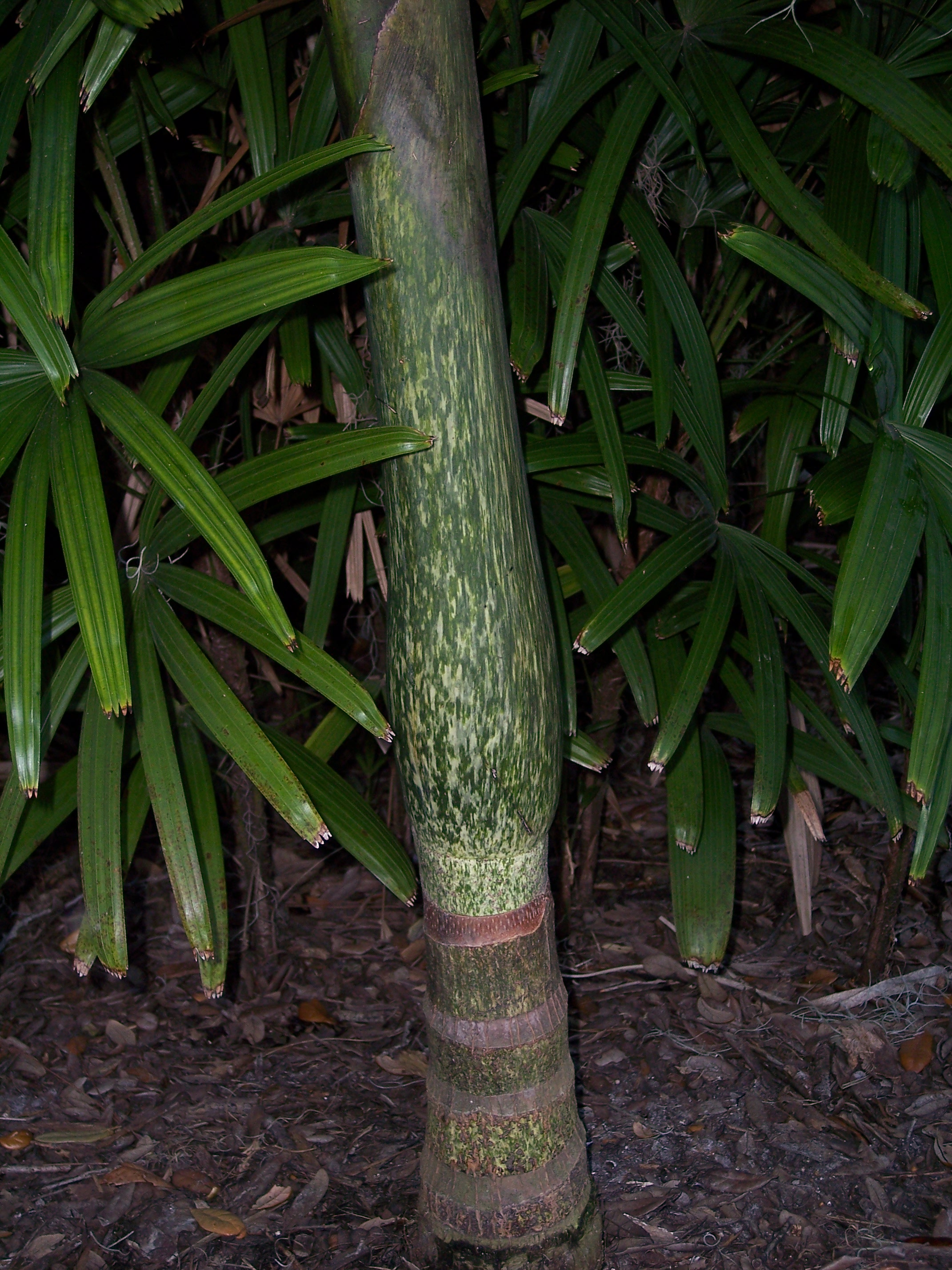
Tronco singular
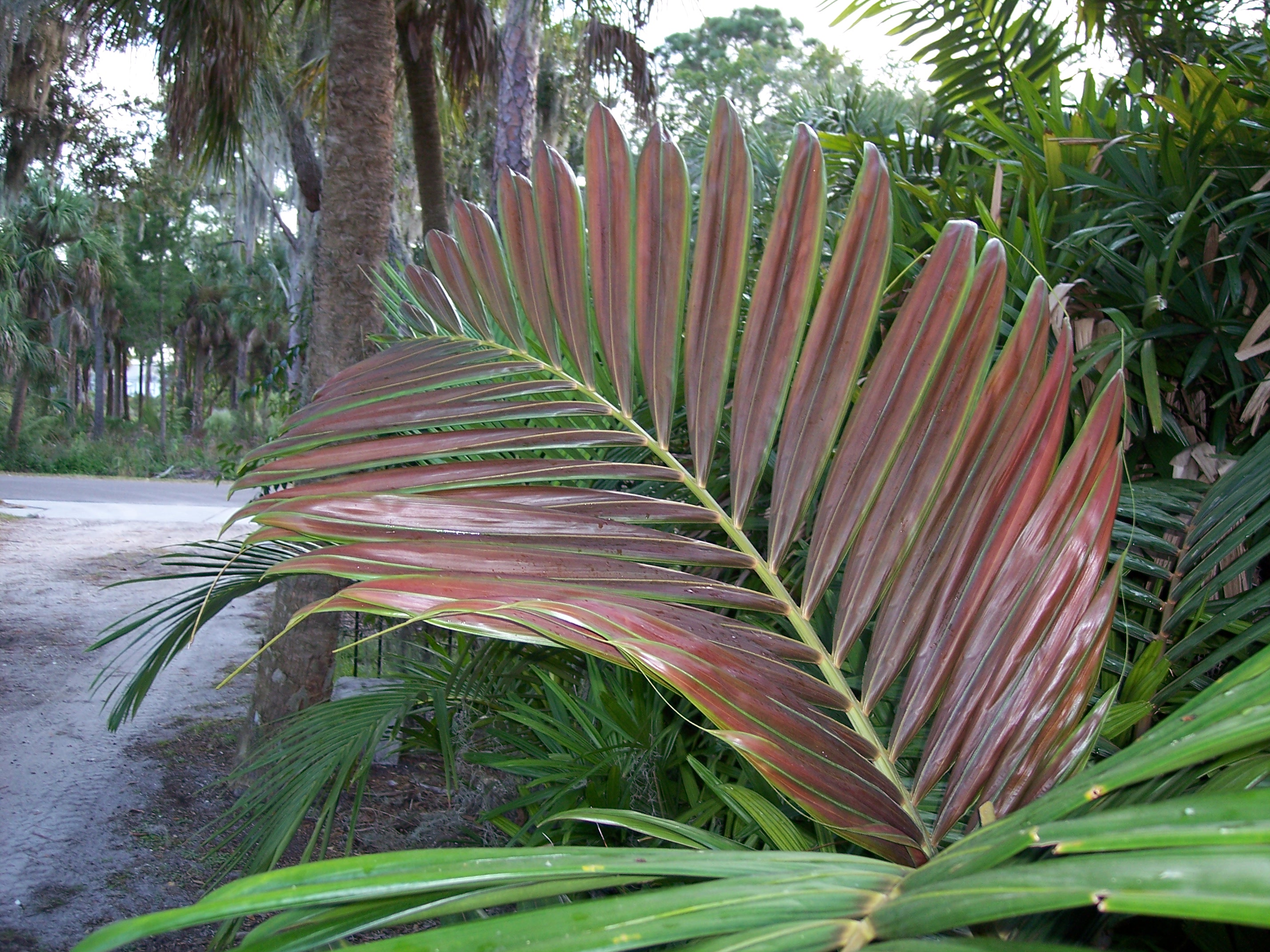
Nuevo follaje